# Neumühle (Schwieberdingen)

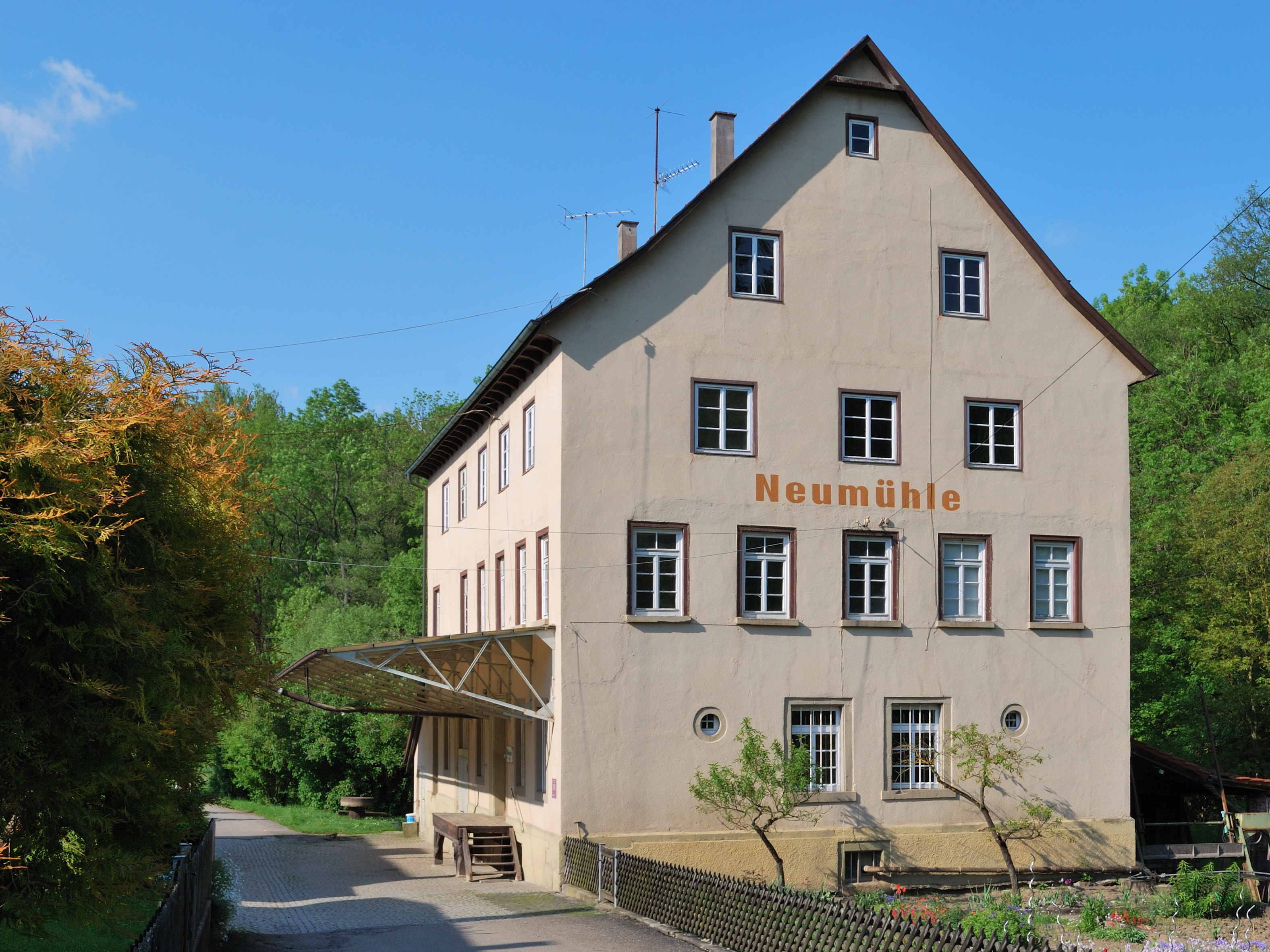
Die Neumühle vor dem Umbau

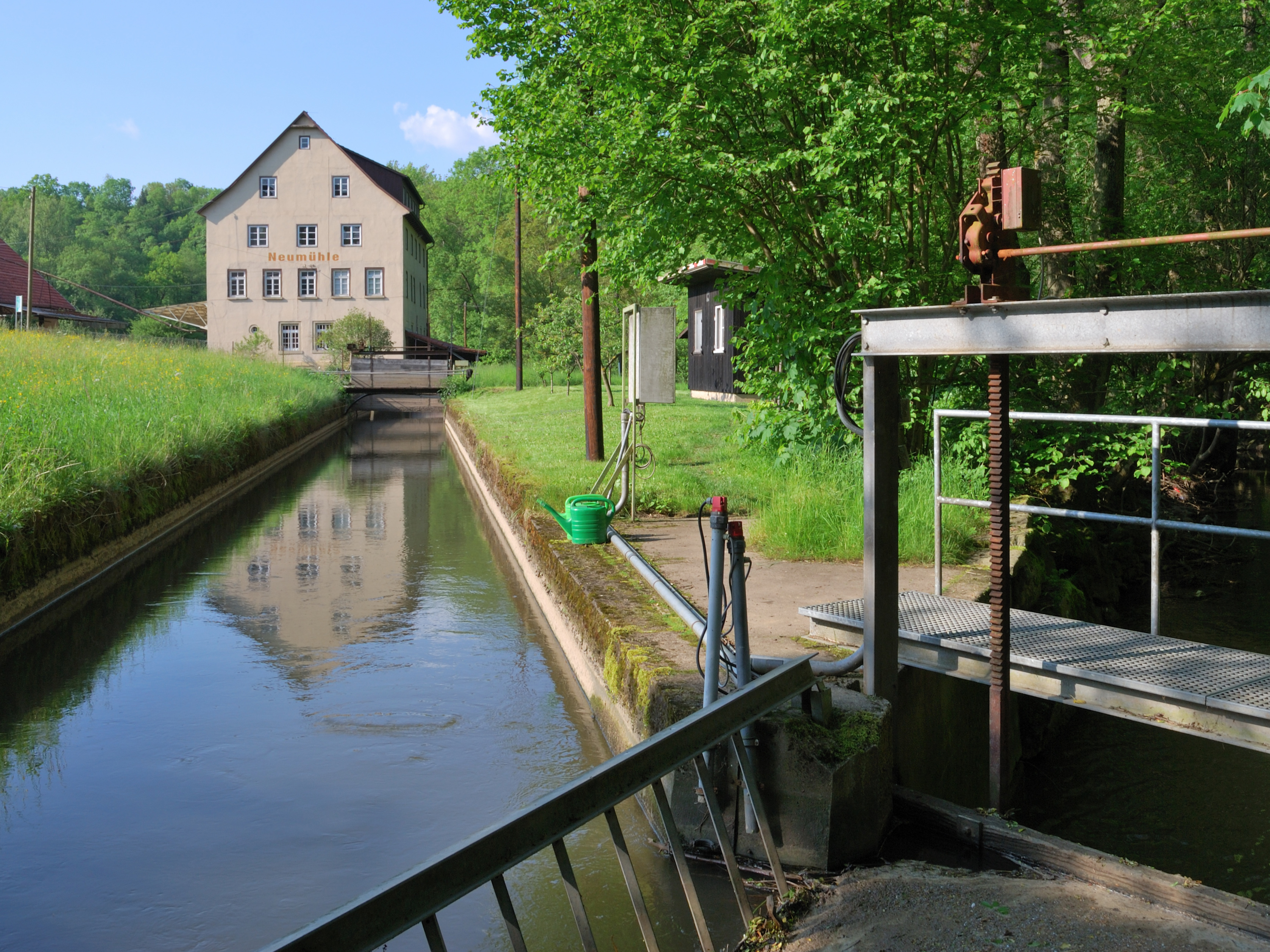
Ehemaliger Mühlkanal der Neumühle

Die Neumühle war eine Getreidemühle an der Glems in Schwieberdingen. Sie trägt ihren Namen aufgrund der verhältnismäßig späten Erbauung in den Jahren 1844/1845. Ihr Erbauer, Christian Siegle, war bis 1843 Müller auf der Bruckmühle. Die Mühle wird von jeher aber auch Talmühle genannt, weil sie etwa einen Kilometer unterhalb des Dorfes an der Glems liegt.
Die Mühle nutzte einen 350 m langen, links von der Glems abgezweigten Kanal. Ursprünglich wurde sie mit zwei Wasserrädern angetrieben. Im 19. Jahrhundert wurde sie mehrmals umgebaut und erweitert. Im Jahr 1903 gehörte sie dann Friedrich Moll und wurde durch drei oberschlächtige Wasserräder angetrieben. Sie hatten einen Durchmesser von 4,40 m, 4,26 m und 4,16 m und eine Breite von 1,20 m, 1,30 m und 0,60 m. Sie nutzten ein Gefälle von 5 m und lieferten bei 280 l/s Wasserzufluss eine Rohleistung von 18,7 PS. Im Jahr 1926 hat Otto Cantz die drei Wasserräder durch eine Francis-Turbine mit 19 PS Leistung ersetzt. 1937 wurde zur Unterstützung der Wasserkraft ein Rohölmotor mit 16 PS Leistung aufgestellt und 1948 eine zweite Francis-Turbine mit 25,5 PS Leistung eingebaut.
Die Mühle ist seit 1925 im Besitz der Familie Cantz. Sie wurde bis zuletzt noch mit Wasserkraft betrieben. Ein Teil der erzeugten Energie wurde in das Stromnetz der EnBW eingespeist. Die Mühle arbeitete mit drei Walzenstühlen und hatte eine Vermahlungskapazität von zwei Tonnen pro Tag. Das Mehl wurde aus Korn der Region nach alter Tradition gemahlen. Die Mühle besaß einen Mühlenladen.
Der Mahlbetrieb wurde zu einem Zeitpunkt zwischen 1999 und 2017 eingestellt.
Von 2017 bis 2019 wurde das Mühlengebäude in ein Mehrfamilienhaus umgebaut. Der Mühlkanal wurde vollständig verfüllt.